# Луна Ђогани
Луна Ђогани (Трелеборг, 8. март 1996) српска је певачица и јутјуберка. Ћерка је певача Гагија Ђоганија и Анабеле. Победница је друге сезоне ријалити програма Задруга. У ријалитију је упознала Марка Миљковића, некадашњег водитеља такмичења Звезде Гранда и учесника прве сезоне Великог Брата, са којим је ушла у везу и са којим има две ћерке. Имала је свој модни блог, и линију Луна Ђо. Са супругом има јутјуб канал Sikter Tube, а Сиктер је и модна линија њеног мужа. Живи и ради у Београду.

## Дискографија

### Синглови
- Девети круг (2019)[6]
- Пуца (2019) дует са Еки
- У љубави луда (2019)
- Грам по грам (2020) дует са Савом Перовићем
- Теленовела (2020) дует са Ем-Си Јанко
- Контра (2022)

## Видеографија
- Превара (2017) Газда Паје и Огњена Амиџића
- Антидот (2018) Гастоза